# إلمر كيسر بولتون
إلمر كيسر بولتون (بالإنجليزية: Elmer Keiser Bolton)‏ هو كيميائي أمريكي، ولد في 23 يونيو 1886، وتوفي في 30 يوليو 1968.